# Copa auroplumosa
Copa auroplumosa là một loài nhện trong họ Corinnidae.
Loài này thuộc chi Copa. Copa auroplumosa được Embrik Strand miêu tả năm 1907.